# Ilyodon whitei
Ilyodon whitei là một loài cá thuộc họ Goodeidae. Nó là loài đặc hữu của México.